# 橋本百蔵
橋本 百蔵（はしもと ももぞう）は、日本の美術商、銀座の画廊月光荘創業者、橋本兵蔵の子。月光荘社長。

## 経歴
副社長時代、1967年、印刷会社経営者の中村曜子（中村紘子の母）を月光荘の経営に引き込む。みずからは会長となり、曜子を社長とし、1970年代中期から画廊ビジネスや不動産業などを大きく展開し、政財界を巻き込んで一時期は成功した。銀座月光荘ビル地下1階に限定会員制アートクラブ「サロン・ド・クレール」を開設し、そのサロンには、松山茂助（サッポロビール社長）、小山五郎（三井銀行社長）、太田剛（東洋電機製造社長）、伍堂輝雄（日本航空常勤顧問）、北裏喜一郎（野村證券社長）、永野重雄（新日本製鐵会長）、武見太郎（日本医師会会長）、谷村裕（東京証券取引所理事長）、駒井健一郎（日立製作所会長）、渡辺省吾（日興証券会長）、斎藤英四郎（日本経団連会長）、岡田茂（三越社長）、金鍾泌（大韓民国国務総理）、松前重義（社会党衆議院議員）、千宗室（茶道裏千家家元）、三島由紀夫（作家）、浅利慶太（演出家）、相沢英之（自由民主党衆議院議員）、中曽根康弘（内閣総理大臣）、石田博英（自由民主党衆議院議員）、円城寺次郎（日本経済新聞社会長）、嘉門安雄（美術評論家、東京都現代美術館長）といった財界人や文化人が集まった。一方で、月光荘の資金源として浅田満（ハンナン会長）や森下安道（アイチコーポレーション会長）、北見義郎（北見事務所社長）、小谷光浩（仕手集団「光進」代表）といった「闇人脈」が関与していたことも指摘されている。1980年代後半、イタリア政府を巻き込んだ絵画の詐欺事件（月光荘事件）でスキャンダルに発展。1989年、約200億円の負債を抱えて倒産。1990年、業務上横領容疑で東京地検特捜部に逮捕される。